# Francesc de Sales Gibert Riera
Francesc de Sales Gibert Riera (Barcelona, 12 de juliol de 1900 - Barcelona, 4 de setembre de 1979) fou un waterpolista, dirigent i periodista esportiu català germà del també waterpolista i esportista olímpic Lluís Gibert. Conegut com a Paco Gibert, fou uns dels pioners en la pràctica del waterpolo a Catalunya.

## Biografia
Fou fill de Francesc de Sales Gibert i Garriga, natural de Malgrat de Mar, i de Pilar Riera i Guardiola, natural de Barcelona.
Fou membre de l'equip del Club Natació Barcelona va jugar entre 1920 i 1926 amb el primer equip de waterpolo, amb el qual va guanyar diversos campionats d'Espanya i de Catalunya. Va participar en els Jocs Olímpics d'Anvers de 1920 i els Jocs Olímpics de París de 1924.
Fomentà l'esport infantil amb la creació de la primera escola de natació i waterpolo del Club Natació Barcelona i va ser un dels promotors de la construcció de la piscina municipal de Montjuïc, la primera de dimensions olímpiques a l'estat espanyol.
Com a dirigent, va ser vicepresident del CN Barcelona entre 1920 i 1927, president de la Federació Catalana de Natació entre 1927 i 1929 i, ja en els anys cinquanta, va ocupar també la vicepresidència de les dues entitats: la del CN Natació (1951-1955) i la de la Federació Catalana (1955-1960).
Format com a periodista a l'Escola Oficial de Periodisme, col·laborà en la Jornada Deportiva, El Mundo Deportivo, El Noticiero Universal, Sports, Grafic-Sports, i Once, especialitzada en natació. Igualment, dirigí la publicació Automoto. Culminà la seva vida professional al diari Tele/eXprés en els anys setanta.
Rebé la medalla del mèrit esportiu (1950), la insígnia d'or (1969) de la Federació Catalana de Natació i la medalla del mèrit esportiu de la Diputació de Barcelona (1974).